# Plan de vol
Cet article concerne le document utilisé en transport aérien. Pour le film de 2005 avec Jodie Foster, voir Flight Plan.

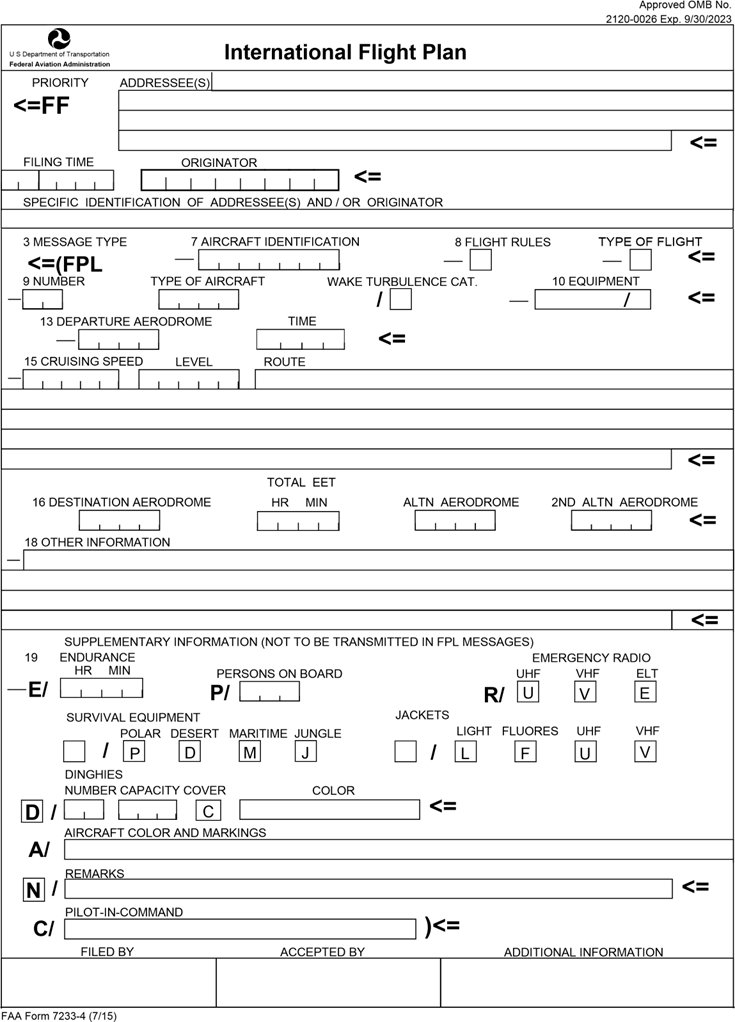
Plan de vol OACI

Le plan de vol est un document (sur papier ou informatique) décrivant le vol prévu d'un aéronef et communiqué aux services de la circulation aérienne. Il contient des renseignements sur l'identité et les caractéristiques de l'aéronef, les aérodromes de départ et de destination, la route prévue, le nombre de personnes à bord, etc. 
Le dépôt d'un plan de vol est en général obligatoire pour un vol aux instruments (IFR) mais pas en vol à vue (VFR), sauf dans certains cas qui varient suivant les pays. Il permet d'initier le dialogue avec les contrôleurs et, en cas d'accident, de fournir des informations destinées aux sauveteurs.

## Types de plan de vol
Il existe différents types de plan de vol à savoir :
- Plan de vol (PLN) : C'est un ensemble de renseignement relatif à un vol projeté.
- Plan de vol déposé (FPL) : formulaire déposé avant le vol décrivant la totalité du vol. C'est le plus souvent à ce type de plan de vol auquel on fait référence quand on parle de "plan de vol".
- Plan de vol en vigueur (CPL) : C'est un plan de vol relatif à un vol contrôlé mis en application conformément aux autorisations des organes de contrôle de la circulation aérienne.
- Plan de vol répétitif (RPL) : plan de vol répétitif relatif aux vols IFR se répétant au moins 10 fois pendant la période à intervalle régulier  et avec les mêmes caractéristiques de base: Indicatif d'appel radio; route; aérodrome de départ; aérodrome d'arrivé.
- AFIL : plan de vol déposé en vol par radiotéléphonie à un organisme de la circulation aérienne

## Obligation de plan de vol
Un plan de vol est obligatoire dans les cas suivants :
- tout vol IFR (vol aux instruments) ;
- tout vol devant franchir des frontières ;
- pour le VFR de nuit (voyage-navigation hors vol local) ;
- en France (mais pas en Europe selon l'EASA), pour les survols maritimes au-delà de la distance la plus faible des 2 distances suivantes :
  - distance permettant, en cas de panne d'un moteur, d'atteindre une terre se prêtant à un atterrissage d’urgence ;
  - distance égale à 15 fois l'altitude de l'aéronef.
- tout vol devant évoluer dans des régions, sur des routes ou pendant des périodes désignées par arrêté du ministre chargé de l’aviation civile pour faciliter la fourniture du service d’alerte ou les opérations de recherche et de sauvetage (zones inhospitalières) ;
- tout vol devant évoluer dans des régions ou sur des routes désignées par arrêté du ministre chargé de l’aviation civile pour faciliter la coordination avec les organismes militaires ou les organismes de la circulation aérienne d’états voisins et éviter la nécessité éventuelle d’une interception aux fins d’identification.

## Forme et délais de communication

### Vol IFR
Sauf dans les cas prévus par l’autorité compétente des services de la circulation aérienne et sauf si un RPL est utilisé, un vol IFR doit communiquer un FPL. Ce FPL doit être communiqué au moins soixante minutes avant :
- l’heure estimée de départ du poste de stationnement
- l’heure estimée à laquelle l’aéronef commencera son vol IFR pour les vols se déroulant partiellement selon les
règles de vol aux instruments.

### Vols VFR bénéficiant du service de contrôle de la circulation aérienne
Dans les cas où un FPL n’est pas requis, un plan de vol réduit doit être communiqué dès que possible avant que l’aéronef ne pénètre dans l’espace aérien contrôlé de classe B, C ou D, ou avant d’évoluer dans la circulation d’aérodrome d’un aérodrome contrôlé, ou avant d’évoluer en VFR spécial.

### Vol franchissant des frontières
Un FPL doit être communiqué au moins soixante minutes avant l’heure estimée de départ du poste de stationnement.
Dans ce cas, un FPL ne peut pas être communiqué pendant le vol. Ce délai particulier n'existe pas dans la règlementation purement OACI, ni européenne EASA, c'est une spécificité du SERA France.

### Majoration des délais de dépôt
Des délais supérieurs peuvent être exigés pour les vols faisant l’objet de mesures de régulation. Ces délais majorés, quand ils existent, sont portés à la connaissance des usagers par la voie de l’information aéronautique. Le délai est alors de trois heures.

## Le plan de vol déposé (FPL)
Il s'agit d'un formulaire remis aux organismes de la circulation aérienne. Il comporte les éléments suivants :
- identification de l'aéronef (en 7 lettres maximum),7T-VCT ou bien le numéro de vol (comme DTH808B pour indiquer le vol 808B de la compagnie Tassili Airlines),
- règles (I,V,Y ou Z) et type de vol (S,N,G,M,X),
- nombre et type d'aéronef (ex. : B738), catégorie de turbulence de sillage (L,M,H ou J pour les très gros porteurs (ex. : A380)),
- équipement (SDGPRYHWJ) et type de transpondeur à bord (C, A, I, P, X, N ou S ; préciser si capable ADS-B ou ADS-C),
- aérodrome (code OACI, par exemple DAAG) et heure de départ exprimée en heure UTC,
- vitesse et altitude ou niveau de croisière,
- route (SID2 PECES UN853 LUMAS UM976 PIBAT PIBA6E),
- aérodrome d'arrivée (code OACI, comme LFPO) et durée totale estimée du vol,
- 1er et 2e aérodromes de dégagement (facultatif pour les vols VFR),
- renseignements divers case 18 (OPR/ RMK/ DEP/ DEST/ ALT/ RIF/ STS/ NAV/ EET/ DOF/ TYP/ SEL/ REG/)
- autonomie de l'appareil (qui comprend la quantité totale de carburant utilisable à bord).
- nombre de personnes à bord, ou bien TBN (To Be Notified) lorsque ce nombre est inconnu,
- moyens de secours,
- couleur et marque de l'aéronef,
- remarques et autres informations,
- nom du commandant de bord.

L'organisme qui reçoit le plan de vol doit le vérifier, éventuellement le modifier et en communiquer l'acceptation. Le plan de vol doit être envoyé 30 minutes au moins avant le départ de l'aéronef.

## Changement de format
Le 15 novembre 2012, un changement de format a eu lieu.